# Мелнишка крепост
Мелнишката крепост е средновековна крепост в Югозападна България, разположена в близост до град Мелник, на хълма Свети Никола, южно от града. През 1965 година крепостта е обявена за паметник на културата с национално значение.
Крепостта датира от началото на XI век. Преустроена е в началото на XIII век по време на управлението на деспот Алексий Слав. През XX век крепостта е известна и като Деспотславова крепост. От нея се осъществява визуална връзка с Петричката крепост.